# Высочки (слободка, Талдомский городской округ)
Высочки — слободка в Талдомском районе Московской области России. Входит в состав городского поселения Талдом. Население — 115 чел. (2010).

## География
Расположена в центральной части района, с северо-запада примыкая к городу Талдому. Ближайший сельский населённый пункт — деревня Костино.

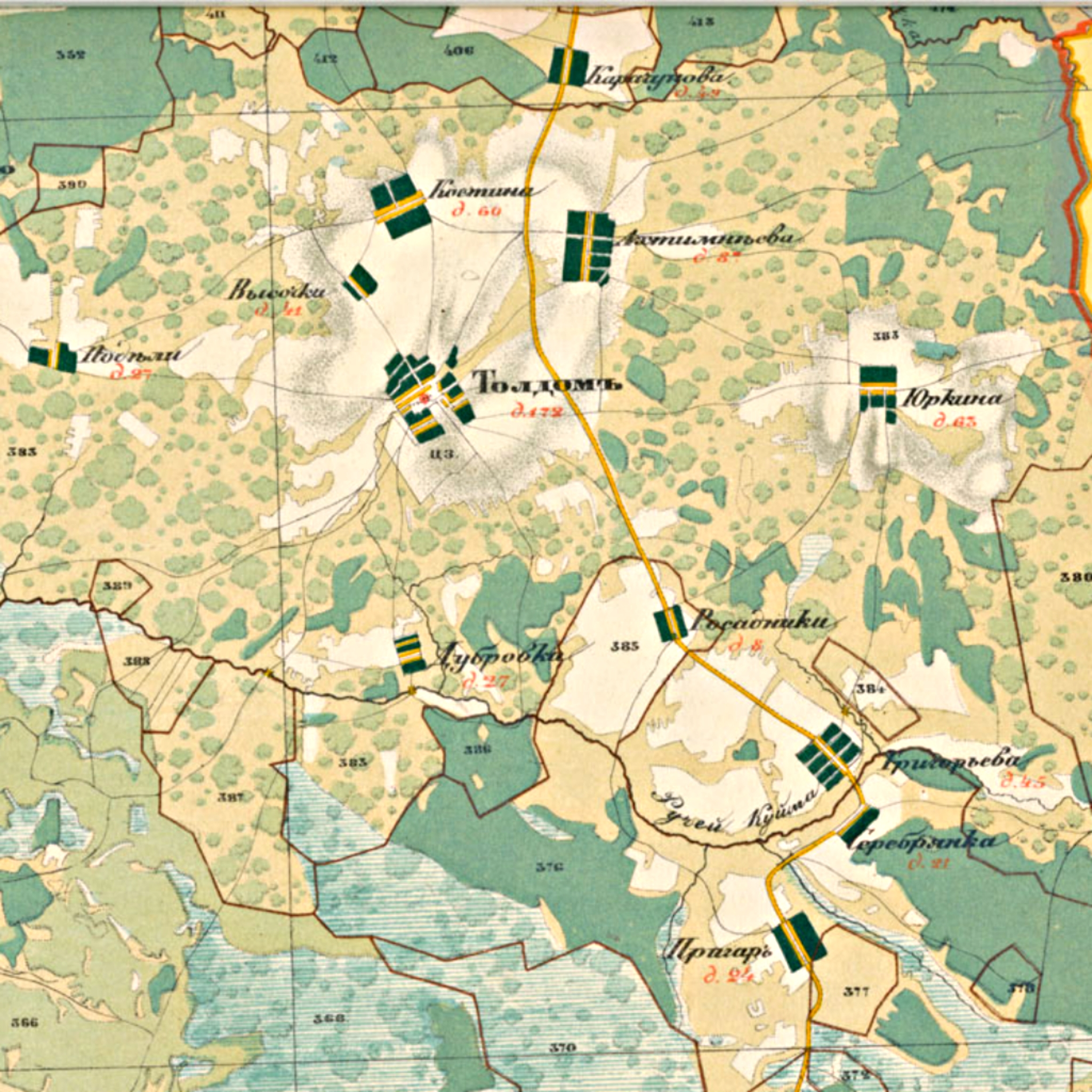
Высочки, Талдом (Толдом) и его окрестности на двухверстной Топографической межевой карте Тверской губернии 1853 года, составленной А. И. Менде

В Талдомском районе есть ещё одна деревня с таким же названием, она находится в 8 км юго-западнее и относится к сельскому поселению Темповое.

## История
В «Списке населённых мест» 1862 года Высочки — казённая деревня 2-го стана Калязинского уезда Тверской губернии по правую сторону Дмитровского тракта, при колодце, в 66 верстах от уездного города, с 37 дворами и 275 жителями (132 мужчины, 143 женщины).
По данным 1888 года входила в состав Талдомской волости Калязинского уезда.
По материалам Всесоюзной переписи населения 1926 года — центр Высочки-Ленинского сельсовета Ленинской волости Ленинского уезда Московской губернии, проживало 422 жителя (218 мужчин, 204 женщины), насчитывалось 112 хозяйств, среди которых 36 крестьянских.
С 1929 года — населённый пункт в составе Ленинского района Кимрского округа Московской области, с 1930-го, в связи с упразднением округа, — в составе Талдомского района (ранее Ленинский район) Московской области.
До муниципальной реформы 2006 года — деревня Ахтимнеевского сельского округа.
Постановлением Губернатора Московской области от 22 февраля 2019 года № 79-ПГ категория населённого пункта изменена с «деревня» на «слободка».

## Население
| 1859 | 1926 | 2002 | 2006 | 2010 |
| ---- | ---- | ---- | ---- | ---- |
| 275  | ↗422 | ↘125 | ↗142 | ↘115 |

## Инфраструктура
Личное подсобное хозяйство с зоной сельскохозяйственного использования, индивидуальная застройка усадебного типа.

## Транспорт
Автобусное сообщение. Остановка общественного транспорта «Высочки».